# Aenictus westwoodi
Aenictus westwoodi é uma espécie de formiga do gênero Aenictus.